# Ле-Рош-де-Кондриё
Ле-Рош-де-Кондриё (фр. Les Roches-de-Condrieu) — коммуна во Франции, находится в регионе Рона — Альпы. Департамент коммуны — Изер. Входит в состав кантона Вьенн-Сюд. Округ коммуны — Вьенн.
Код INSEE коммуны — 38340. Население коммуны на 2007 год составляло 1925 человек. Населённый пункт находится на высоте от 155  до 200  метров над уровнем моря. Муниципалитет расположен на расстоянии около 420 км юго-восточнее Парижа, 35 км южнее Лиона, 85 км западнее Гренобля. Мэр коммуны — Mme Isabelle DUGUA-MARTINEZ, мандат действует на протяжении 2008—2014 гг.
Динамика населения (INSEE):

## Города-побратимы
- Черизано, Италия (2009)